# Mademoiselle Dihau au piano
Mademoiselle Dihau au piano est un tableau peint par Edgar Degas entre 1869 et 1872. Il mesure 40,5 × 32,5 cm. Il est conservé au musée d'Orsay à Paris.

## Contexte, description, analyse
Le tableau, une huile sur toile de 40,5 cm de hauteur sur 32,5 cm de largeur, peint entre 1869 et 1872 par Edgar Degas, est un portrait de Marie Dihau.

Assise au piano, elle est représentée en buste, sa main gauche, dont on ne voit que le poignet, sur le clavier, elle tourne sa tête vers le spectateur qui se tient à l'arrière sur la gauche. Son visage se détache sur la partition posée sur le pupitre. Elle porte un mantelet ou un châle noir et un petit chapeau blanc à plumes noires posé sur ses cheveux tirés en stricts bandeaux derrière l'oreille. Paul Jamot écrit : 

« [...] dans une peinture sobre et presque sévère, je ne connais rien de supérieur, pour la science et pour la vérité non moins que pour le style, à ce visage de Mlle Dihau, tourné de trois quarts, à ce modelé plein des joues, à cet arc des lèvres, à ce dessin des yeux qui nous regardent par-dessus l'épaule, presque avec le regard de la jeune fille au turban bleu de Vermeer. »

— Paul Jamot, Degas
Le tableau est accroché, avec les autres tableaux de leur collection comme L'Orchestre de l'Opéra, dans le salon des Dihau puis, après la mort de son frère en 1909, dans le modeste appartement que Marie occupe rue Victor-Massé et où « la charmante vieille fille vit d'un petit revenu et du produit des leçons de musique qu'elle donne, souvent gratuitement, aux jeunes filles de Montmartre qui se préparent à chanter dans les cafés ». En manque d'argent, elle vend son premier portrait peint par Degas, Mademoiselle Marie Dihau, au Metropolitan Museum of Art de New York en 1922. Ne voulant pas se séparer des deux autres tableaux de Degas qu'elle possède, L'Orchestre de l'Opéra et son portrait au piano, elle les cède au musée du Luxembourg, en 1923, sous réserve d'usufruit et du versement d'une rente annuelle de 12 000 francs, financée par David David-Weill pour L'Orchestre et par Marcel Guérin pour le portrait. Face à l'enthousiasme soulevé, lors d'une exposition en 1924 à la galerie Petit, par les deux œuvres, qui n'avaient auparavant jamais été montrées au public, hors quelques artistes et quelques proches des Dihau comme Henri de Toulouse-Lautrec, le contrat est racheté par le musée du Louvre où ils sont exposés après la mort de Marie Dihau en 1935. Ils sont transférés au musée d'Orsay en 1986.